# Banco de Desarrollo Euroasiático
El Banco de Desarrollo Euroasiático (EDB por sus siglas en inglés) es un banco de desarrollo regional fundado por la Federación Rusa y la República de Kazajistán en 2006. 
El banco actualmente tiene 7 Estados miembros: además de los 2 citados, Armenia, Bielorrusia, Kirguistán, Tayikistán y Uzbekistán. Otros Estados y organizaciones internacionales tienen la posibilidad de hacerse miembros si firman el acuerdo de fundación del EDB.

## Historia y funciones
El EDB se fundó por iniciativa de los presidentes de Rusia y Kazajistán, formalizada por la firma de un acuerdo Internacional el 12 de enero de 2006. Empezó operar en junio de 2006, cuando las leyes que ratificaban el acuerdo entraron en vigor. Armenia y Tayikistán se unieron en 2009, Bielorrusia en 2010, Kirguistán en 2011 y Uzbekistán en 2025.
La misión del banco es facilitar, a través de su actividad de inversión, el desarrollo de economías de mercado, el crecimiento económico y la expansión de comercio y otros lazos económicos en sus Estados miembros.
El capital suscrito del banco se eleva a 7 000 millones de dólares estadounidenses ($). De ellos, 1 515,7 millones son capital pagadero y 5 484,3 millones, capital exigible. El 19 de julio de 2023 los Estados miembros poseían las participaciones siguientes en el capital: la Federación Rusa, 44,79 %; la República de Kazajistán, 37,29 %; la República de Bielorrusia, 5,21 %; la República de Tayikistán, 4,25 %; la República de Armenia, 4,23 %, y la República de Kirguistán, 4,23 %. El 10 de abril de 2025, al incorporarse Uzbekistán con un 10 % ,estos porcentajes cambiaron.
Las operaciones del EDB están regidas por las leyes internacionales. En consecuencia, el banco:
- tiene capacidad legal internacional;
- disfruta de los derechos de una persona jurídica en sus Estados miembros;
- goza de un estatus legal especial que le permite ciertos privilegios en sus Estados miembros, entre ellos inmunidad judicial, inembargabilidad de sus propiedades, privilegios aduaneros e impositivos, y exenciones que protegen al banco de algunos de los costes y riesgos asociados con cambios en la legislación y normativa bancaria en sus Estados miembros; y
- tiene el estatus de acreedor preferente.

La sede del banco se encuentra en Almaty, Kazajistán.
Tiene una sucursal en San Petersburgo y oficinas de representación en Astaná, Biskek, Dusambé, Ereván, Minsk y Moscú.
El banco tiene estatus de organización internacional. En enero de 2013, la Organización para la Cooperación y el Desarrollo Económico (OCDE) reconoció al EDB como institución financiera multilateral con clasificación de riesgo 3 y clasificación de riesgo del comprador SOV/CC0.
EDB ha tenido estatus de observador en:
- la Asamblea General de la ONU desde 2007;
- el Consejo de Comercio y Desarrollo de la UNCTAD desde 2009;
- el Grupo eurasiático contra el lavado de dinero y la financiación del terrorismo (EAG) desde 2008; y
- el Banco Internacional de Inversiones (IIB por sus siglas en inglés) desde 2014.

El EDB es miembro:
- de la Bolsa de valores de Kazajistán (KASE),
- de la Asociación Internacional de Mercados de Capitales (ICMA);
- de la Asociación Internacional de Derivados y Swaps (ISDA);
- desde 2014, del Foro Económico Mundial (WEF), también conocido como el Foro de Davos; y
- desde 2012, del Grupo de trabajo de las instituciones financieras multilaterales para el medio ambiente y los estándares sociales (MFI-WGESS).

## Estrategia
Según la estrategia del EDB para 2013–2017, aprobada por su consejo de administración el 2 de julio de 2014, EDB se propone construir sobre los éxitos conseguidos hasta el momento y realzar su función de profundizar en el proceso de integración de la región.
La creación y promoción de la Unión Aduanera y el Espacio Económico Único presentan retos significativos para el banco, pero al abordarlos se propone profundizar la cooperación económica entre sus Estados miembros.
El banco está centrando sus esfuerzos en las áreas siguientes: 
- financiar proyectos que se propongan desarrollar la generación eléctrica, el transporte, y la infraestructura municipal en sus Estados miembros;
- promover la eficiencia energética financiando proyectos que optimicen el consumo de energía y otros recursos por negocios e industrias; y
- financiar proyectos que ayuden a forjar lazos comerciales, económicos y de inversión mutua que animen la integración económica entre sus Estados miembros.

Indicadores clave de rendimiento del EDB para 2013–2017:
- Se espera que la cartera de inversión del banco alcance al menos 4,7 millardos de $ a fines de 2017. Esto se conseguirá lanzando proyectos nuevos al ritmo de al menos 3,7 millardos de $ en 2013-2017.
- El porcentaje en la cartera de inversión de proyectos con un efecto de integración será de al menos 50 % a fines de 2017. Los proyectos con un efecto de integración incluyen:
  - los que suponen inversión procedente de otro Estado miembro del EDB;
  - los que generan comercio entre Estados miembros, ya sea de equipamiento, materiales o suministro de productos acabados; y
  - los que se proponen establecer nuevas asociaciones o grupos transfronterizos, o apoyar a los existentes, la creación y promoción de mercados únicos, y el uso de soluciones tecnológicas uniformes.
- La cartera de inversión se desglosará sectorialmente como sigue para promover las prioridades estratégicas y sectoriales del EDB (el porcentaje proporcionado es la participación máxima del sector en la cartera de inversión actual):
  - infraestructura de transporte – hasta el 40 %;
  - generación eléctrica y eficiencia energética – hasta el 50 %;
  - infraestructura de telecomunicaciones – hasta el 20%;
  - municipal y otros proyectos de infraestructura – hasta el 20 %;
  - sector financiero – hasta el 20 %; y
  - otros sectores (metales, minas, producción de abonos químicos y minerales, agroindustria, etc.) – hasta el 50 %.

El banco identifica los sectores prioritarios para cada país miembro según las necesidades de sus economías y las áreas en qué  necesitan ser más competitivos. Las prioridades también deben tener en cuenta los recursos del banco. Los objetivos han de ser pertinentes y factibles para cada país con apoyo del banco.

## Actividades

### Operaciones de inversión
El banco invierte en grandes proyectos a medio y largo plazo. Como regla, el coste mínimo de los proyectos que considera es 30 millones de $, con un periodo de reembolso máximo de 15 años.
Los proyectos de inversión completados incluyen:
- construcción de la planta de mercancías ferroviarias de Tikhvin en Rusia;
- compra de camiones volquetes BelAZ para la modernización de la minería del carbón en la Compañía de Energía del Carbón Siberiana (SUEK) en Rusia;
- construcción de una planta de minería y procesado en el yacimiento de cromita de Voskhod en Kazajistán;
- desarrollo del yacimiento de uranio de Zarechnoye en Kazajistán;
- construcción de una planta de aglomerado de madera (MDF) en el óblast de Tomsk;
- construcción de una fábrica textil en Tayikistán;
- financiación de la producción de grano antes de la exportación y financiación del desarrollo de los holdings agrícolas más grandes de Kazajistán;
- financiación de la compra y transporte de trigo a Armenia;
- compra de equipamiento agrícola para los productores de grano de Kazajistán;
- utilización y procesado de gas asociado al petróleo en el yacimiento de Kenlyk en Kazajistán;
- construcción de la línea de transmisión eléctrica interregional Kazajistán del Norte-Aktobe;
- producción del Sukhoi Superjet 100, un nuevo avión de pasajeros, en Rusia;
- construcción de una fábrica de locomotoras eléctricas en Kazajistán;
- construcción de la línea de transmisión eléctrica interregional Kazajistán del Norte-Aktyubinsk y apoyo a su utilización;
- revisión de instalaciones en la central eléctrica Ekibastuz 2 en Kazajistán; y
- proyectos para el sector financiero en Estados miembros.

A 1 de enero de 2015, la cartera de inversión del banco alcanzaba los 3,16 millardos de $. El porcentaje de proyectos con efecto de integración superaba el 49 %.
El EDB financia 88 proyectos que se están llevando a cabo actualmente, entre los que se cuentan:
- construcción de un tercer generador y revisión de instalaciones en la central eléctrica de Ekibastuz 2 en Kazajistán;
- construcción de la central hidroeléctrica de Polotsk en Bielorrusia;
- reconstrucción y ampliación del aeropuerto de Pulkovo en San Petersburgo;
- construcción de la planta de mercancías ferroviarias de Osipovichi en Bielorrusia;
- construcción de una nueva unidad en la central de cogeneración de Abakan en Jakasia, Rusia;
- cofinanciación de la construcción de la carretera de peaje de alta velocidado en el oeste de San Petersburgo;
- desarrollo del transporte de carga marina en la región del norte del Caspio;
- financiación de RAIL 1520, para desarrollar el mercado de mercancías;
- modernización de la mina de oro de Altynalmas y sus instalaciones de procesamiento en Kazajistán;
- financiación de la construcción de hotel y centros empresariales en Minsk y Astaná;
- financiación a Bogatyr Komir de su inversión a gran escala en una actualización técnica;
- construcción y puesta en servicio de un taller de producción de alambre fino en Belarusian Steel Works;
- financiación de la compra de equipamiento y maquinaria agrícolas en Estados miembros del EDB para arrendarlas a los agricultores de Kazajistán;
- construcción de una fábrica de locomotoras eléctricas en Kazajistán;
- provisión de una garantía de préstamo a Deere Credit, Inc, para permitirle adquirir equipamiento agrícola para arrendar a los agricultores de Kazajistán;
- construcción de la planta de reparación de trenes de Kazajistán – el Centro Yeskene de Servicio Ferroviario;
- financiación a Polymetal para el desarrollo de sus proyectos mineros e infraestructuras asociadas;
- cofinanciación del Grupo Acron para la explotación de un yacimiento de sales de magnesio/potasio en Perm Krai, a través de la adquisición de una participación accionarial;
- compra de combustible durante la estación de calefacción para la central de cogeneración de Biskek en Kirguistán ;
- construcción de la conducción de calefacción Apatity−Kirovsk en la región de Murmansk;
- financiación previa de exportaciones de uranio del yacimiento de Zarechnoye en el sur de Kazajistán;
- mejora de la infraestructura de transporte como parte de la explotación del yacimiento de carbón de Elga depósito en la República de Sakha (Yakutia);
- reconstrucción de la fábrica de ácido sulfúrico de Kazatomprom en Kazajistán;
- desarrollo de la instalación de extracción y tratamiento de mena de uranio de Karatau al sur de Kazajistán;
- sistema de control automatizado para consumo de combustible y electricidad por locomotoras en Kazajistán;
- construcción de un parque eólico de 45 MW en la ciudad de Yereimentau, Kazajistán;
- financiación de la compra de conjuntos de ensamblaje para montar automóviles Lada 4x4 en la fábrica de Asia Auto en Ust-Kamenogorsk;
- financiación de la actualización de la producción de transformadores en la fábrica electrotécnica de Minsk bautizada con el nombre de Vasily Kozlov;
- financiación de la sustitución de equipamiento portuario obsoleto en el puerto de mar de Magadan;
- financiación la compra de materiales y piezas para la fabricación de camiones volquete y otros vehículos pesados por BELAZ; y
- financiación de la construcción y actualización de antenas compartidas por operadores de satélite (Torres Rusas).

### Programas especiales
Reconociendo que el sistema bancario es el fundamento estructural e institucional de la economía de mercado, el EDB está llevando a cabo programas especiales para proporcionar instrumentos específicos de préstamo a instituciones financieras en sus Estados miembros:
- apoyo a las pymes;
- apoyo a microfinanzas;
- financiación del comercio;
- mejora de la eficiencia energética; y
- desarrollo agroindustrial.

Desde 2010, el EDB ha contribuido al Fondo de Infraestructura Macquarie Renaissance (MRIF por sus siglas en inglés). De los 630 millones de $ del MRIF, el EDB ha invertido 102 millones. Otros inversores del MRIF son la Corporación Financiera Internacional, el Banco Europeo para la Reconstrucción y el Desarrollo, el Banco Estatal Ruso para Desarrollo y Asuntos Económicos Extranjeros (Vnesheconombank), Kazajistán  Кazyna Administración Capital, Macquarie Capital Group y Renaissance Capital. El MRIF pretende apoyar la implementación de proyectos de infraestructura en los países de la Comunidad de Estados Independientes, incluidas las regiones prioritarias de estos países. El MRIF se centra proyectos eléctricos (generación, distribución y redes de calefacción), de transporte y comunicación (carreteras de peaje, ferrocarril e infraestructura asociada, puertos de mar, aeropuertos y aparcamientos) y el sector de suministros (agua, gas, alcantarillado, e infraestructura social).

### Gestión del Fondo Euroasiático para Estabilización y Desarrollo
El Fondo Anticrisis EurAsEC (ACF por sus siglas en inglés), de 8,51 millardos de $, fue establecido por los gobiernos de 6 países: Armenia, Bielorrusia, Kazajistán, Kirguistán, Rusia, y Tayikistán. Sus objetivos principales son ayudar a sus países miembros a mitigar los efectos negativos de la crisis financiera mundial, asegurar su estabilidad económica y financiera a largo plazo, y fomentar su integración.
En junio de 2009, los países miembros del ACF al EDB director del Fondo. Como gestor del ACF, el EDB prepara el programa del Fondo y lo lleva a la práctica.
En junio de 2015 el ACF se rebautizó como Fondo Euroasiático para Estabilización y Desarrollo (EFSD por sus siglas en inglés). Este nuevo nombre se debe a la desaparición del EurAsEC como resultado del establecimiento de la Unión Económica Euroasiática (EAEU por sus siglas en inglés).
El EFSD dispone de 2 instrumentos:
- créditos financieros para apoyar presupuestos, balanzas de pagos, y monedas nacionales; y
- créditos de inversión para proyectos internacionales.

Además de estos créditos financieros y de inversión,  puede hacer donaciones a sus países miembros.
De 2010 a 2011, el Fondo autorizó créditos financieros para Tayikistán por valor de 70 millones de $ y para Bielorrusia, por 3 millardos de $. Hasta la fecha se han desembolsado 2,63 millardos de $ por estos préstamos.
En diciembre de 2013 el consejo del Fondo aprobó la financiación de 2 proyectos de inversión en Kirguistán:
- 60 millones de $ para reconstruir una sección de la carretera Biskek-Osh; y
- 20 millones de $ para la compra de equipamiento agrícola.

El EDB y Kirguistán firmaron acuerdos para financiar estos proyectos en marzo de 2014.
En julio de 2014 el consejo del Fondo concedió un crédito de inversión de 150 millones $ a Armenia para la construcción de la carretera Norte-Sur (Fase 4). En abril de 2015 el banco y la República de Armenia firmaron un acuerdo para financiar este proyecto.
Además, el consejo del Fondo aprobó los borradores de 4 proyectos:
- reconstrucción de la central hidroeléctrica de Toktogul en Kirguistán (75 millones de $), incluyendo la sustitución de las unidades 2 y 4;
- puesta en servicio de la unidad 2 de la central hidroeléctrica de Kambarata 2 en Kirguistán (80 millones de $);
- actualización de instalaciones de riego en Armenia (40 millones de $); y
- construcción de infraestructura de red de distribución para exportar producto agrícola del Kirguistán a los países miembro de la Unión Aduanera (25 millones de $).

### Asistencia técnica
En 2008, el Banco estableció un Fondo de Asistencia Técnica (TAF por sus siglas en inglés) para proporcionar apoyo financiero a tareas de preinversión e innovación (tanto a nivel sectorial como nacional e internacional), con los objetivos de profundizar la integración euroasiática, fortalecer la infraestructura de mercado y promover el crecimiento económico sostenible en sus países miembros.
El TAF implementa los programas siguientes:
- el Programa de Asistencia Técnica como parte de la financiación de proyectos de inversión;
- el Programa de Estudios de Integración Regional;
- el Programa de Apoyo a la Economía Innovadora; y
- el Programa de Apoyo a Programas Interregional e Internacionales.

La cartera del TAF incluye 57 proyectos y tiene un valor total de aproximadamente 6,5 millones de $.

### Investigación
El Departamento de Estrategia e Investigación del EDB:
- lleva a cabo investigación a gran escala y proyectos específicos;
- organiza regularmente conferencias y mesas redondas; y
- publica informes, tanto sectoriales como macroeconómicos, que proporcionan análisis y pronósticos sobre el desarrollo económico de la región. Los materiales publicados por el banco tratan la integración regional, las operaciones de otros bancos de desarrollo y la financiación de proyectos de inversión en el espacio postsoviético.

La profundización y ampliación de la integración de Eurasia hecha posible por el establecimiento de la Unión Aduanera y el Espacio Económico Único entre Bielorrusia, Kazajistán y Rusia, son procesos que requieren un análisis de gran alcance. El EDB estableció el Centro para Estudios de Integración en 2011 para proporcionar este análisis. Este centro lleva a cabo investigación y borradores de informes y recomendaciones para los países miembros del EDB. También celebra mesas redondas y encuentros de grupos de expertos sobre un amplio rango de materias respecto a la integración económica regional. Los resultados de los trabajos de este centro pueden encontrarse en numerosas publicaciones, y en particular en su serie de informes.

### Movilización de recursos financieros
El EDB trabaja con instituciones financieras de todo el mundo para movilizar financiación a largo plazo en los mercados de capitales, que son la principal fuente de financiación para las actividades del banco. Entre las formas de recaudar fondos se cuentan:
- eurobonos bajo los programas de euroemisiones a medio plazo (EMTN por sus siglas en inglés);
- bonos en mercados locales;
- activos financieros bajo los programas de europapel comercial (ECP por sus siglas en inglés); y
- créditos bancarios bilaterales.

El EDB dispone de calificaciones crediticias de las agencias internacionales de calificación: BBB/negativa de Standard & Poor's y A3/estable de Moody's.

## Cooperación internacional
El EDB se centra en la cooperación con la Comisión Económica Euroasiática, la Comunidad de Estados Independientes (CIS por sus siglas en inglés), y con la ONU y sus agencias especializadas.
El Banco asiste a encuentros con los jefes de Estado de la CIS y a sesiones del Consejo Económico de la CIS. Los representantes del EDB están involucrados en las comisiones intergubernamentales para comercio y cooperación económica de sus países miembros.
El EDB está desarrollando su cooperación con organizaciones de la ONU, entre las que se cuentan la Comisión Económica de las Naciones Unidas para Europa (no confundir con la Comisión Europea), la Conferencia de las Naciones Unidas sobre Comercio y Desarrollo (UNCTAD por sus siglas en inglés), el Programa de las Naciones Unidas para el Desarrollo (PNUD por sus siglas en inglés) y la Comisión Económica y Social de las Naciones Unidas para Asia y el Pacífico (ESCAP por sus siglas en inglés).
El banco también trabaja con la Asociación Interbancaria de la Organización de Cooperación de Shanghái (SCO por sus siglas en inglés).
El EDB colabora con muchas instituciones internacionales de desarrollo cofinanciando proyectos, intercambiando información e introduciendo las mejores prácticas de gobierno corporativo. Entre sus colaboradores se encuentran el Banco Mundial, la Corporación Financiera Internacional (un organismo que forma parte del Grupo Banco Mundial) y el Banco Asiático de Desarrollo.
En enero de 2014 el banco se incorporó como miembro al Foro Económico Mundial, también llamado Foro de Davos.

## Responsabilidad ambiental y social
En todas sus actividades el EDB defiende los principios de responsabilidad ambiental y social y lucha por mejorar generalmente el uso eficiente de los recursos naturales, la protección del medio ambiente y el desarrollo socioeconómicamente sostenible.
En todas sus actividades, y especialmente al valorar sus proyectos de inversión, el Banco enfoca ampliamente la resolución de las cuestiones sociales y ambientales. Sus esfuerzos para mitigar y remediar los impactos sociales y medioambientales adversos inspiraron su Política de Responsabilidad Medioambiental y Social, que fue adoptada por su consejo de administración en 2012.
El banco solo extenderá financiación a proyectos que no degraden significativamente el medio ambiente ni el bienestar social ni las condiciones de vida locales. Las inversiones del Banco deberían mejorar realmente los estándares de vida, empleo y seguridad social. Mejorar el uso eficiente de los recursos naturales también es un objetivo muy importante.
El EDB lucha por evitar o mitigar los efectos medioambientales o sociales adversos de los proyectos que apoya y por asegurar que estos proyectos contribuyen al desarrollo sostenible de sus países miembros.
El banco no financia actividades que impliquen trabajos forzados, explotación infantil, fabricación o distribución de tabaco o alcohol, juego, fabricación o comercio de armas o munición, ni otras actividades prohibidas por las leyes de sus Estados miembros o convenciones internacionales de protección de la biodiversidad o el patrimonio cultural, así como otras actividades restringidas por resoluciones del consejo del EDB o su consejo de administración. 
En 2012 el Banco se unió al Grupo de trabajo sobre medio ambiente de las instituciones financieras multilaterales.

## Órganos de gestión
Los órganos de gestión del EDB son el consejo del banco, el consejo de administración y el presidente del consejo de administración.
El consejo del Banco es el órgano de gestión de mayor nivel. Cada país miembro nombra a un representante autorizado y a un delegado, que adquieren así la condición de miembros del consejo del banco. El consejo del Banco se reúne cuando es requerido para ello, y al menos 2 veces al año.
Los miembros del consejo del banco son:
- por Armenia: Gagik Khachatryan, ministro de Finanzas de la República de Armenia (plenipotenciario); Iosif Isayan, Viceministro de Energía y Recursos Naturales de la República de Armenia;[4]
- por Bielorrusia: Vladimir Amarin, ministro de Finanzas de la República de Belarús (plenipotenciario)
- por Kazajistán: Karim Masimov, primer ministro de la República de Kazajistán (plenipotenciario y presidente del consejo);  Bahyt Sultanov, ministro de Finanzas de la República de Kazajistán ;[4]
- por Kirguistán: Olga Lavrova, Ministra de Finanzas de la República de Kirguistán (plenipotenciaria);[5] Temir Sariyev, ministro de Economía y Política Antimonopolio de la República de Kirguistán;
- por la Federación Rusa: Anton Siluanov, ministro de Finanzas de la Federación Rusa (plenipotenciario);[4] y
- por Tayikistán: Abdusalom Kurbonov, ministro de Finanzas de la República de Tayikistán (plenipotenciario); Shukhrat Maksudzoda, Jefe de planificación estratégica de la oficina ejecutiva del Presidente de la República de Tayikistán.

El consejo de administración es una autoridad ejecutiva permanente. Sus actividades están gobernadas por el consejo del banco.
El presidente del consejo de administración es Dmitriy Pankin.